# Klimenta
Klimenta je naseljeno mjesto u općini Jajce, Federacija Bosne i Hercegovine, BiH.
Prigradsko je naselje grada Jajca.

## Povijest
Smatra se da je ime dobilo po staroj rimokatoličkoj crkvi sv. Klimenta iz 11. stoljeća. Od ove romaničke građevine danas su ostali samo veliki kameni blokovi. Kult sv. Klementa pape polako se širio pa je došao i u ove krajeve.
Vlasnici vinograda Nevenka i Ivo Matekalo, u čijoj se blizini nalaze ostatci crkve, napravili su kapelicu. S obzirom na to da je blizu lokacije stare crkve sv. Klementa po kojem se zove kraj, odlučili su da se u kapelicu postavi kip sv. Klementa te je dogovoreno s klesarom u Austriji da iskleše kip. Pokrenuli su i inicijativu da se postavi križ na samu lokaciju gdje je bila crkva.

## Stanovništvo

### 1991.
Nacionalni sastav stanovništva 1991. godine, bio je sljedeći:
ukupno: 411
- Hrvati - 402
- Srbi - 6
- Muslimani - 1
- Jugoslaveni - 2

### 2013.
Nacionalni sastav stanovništva 2013. godine, bio je sljedeći:
ukupno: 447
- Hrvati - 364
- Bošnjaci - 73
- Srbi - 2
- ostali, neopredijeljeni i nepoznato - 8

## Vanjske poveznice
- Satelitska snimka  Arhivirana inačica izvorne stranice od 27. studenoga 2013. (Wayback Machine)